# Иллинойс
Иллино́йс (англ. Illinois, американское произношение: [ˌɪləˈnɔɪ] (слушать)о файле) — штат на Среднем Западе США. Находится на 25-м месте по занимаемой площади — 149 998 км², и на шестом месте по численности населения, которая по данным Бюро переписи населения США на 2020 год составляет 13 011 844 человека. Столица штата — Спрингфилд, крупнейший город — Чикаго, другие крупные города: Орора, Рокфорд, Джолиет.
Штат располагает широкой экономической базой: на северо-востоке в Чикаго и небольших городах сосредоточены промышленные предприятия, в центральной части предприятия сельского хозяйства, а юг богат природными ресурсами, среди которых уголь, лес, нефть и др. Иллинойс — основной транспортный узел США. Через морской путь Святого Лаврентия порт Чикаго связан с другими крупными портами Великих озёр и Атлантическим океаном, а через реку Иллинойс располагает выходом к реке Миссисипи. Международный аэропорт О’Хара в Чикаго на протяжении десятилетий из года в год признавался самым загруженным аэропортом мира. Штат Иллинойс также имеет высокую репутацию в социальной сфере, культуре и политике.
Официальное прозвище штата — «Земля Линкольна» (англ. Land of Lincoln), а также «Штат прерий» (англ. Prairie State). Официальный девиз — «Суверенитет штата, национальный союз» (англ. State sovereignty, national union).

## История
Земли будущего штата впервые обследованы в 1673 году двумя французами — миссионером-иезуитом Жаком Маркеттом и исследователем Луи Жолье, в 1680 году реку Иллинойс обследовал Кавелье де Ла Саль. В результате эти территории вошли в состав Новой Франции, где находились до 1763 года, когда французские колонии в Северной Америке были завоеваны Англией. Англичане, как и французы, не оставили заметного следа в истории края. В 1778 году во время Войны за независимость англичане были изгнаны из этих мест милицией под командованием Джорджа Кларка, а территория вошла в состав штата Виргинии. В 1783 году этот регион был передан новым Соединённым штатам и стал частью Северо-западной территории.
3 декабря 1818 года Иллинойс стал 21-м штатом США. Он был одним из пяти штатов, образовавшихся из Северо-Западной территории. Первые поселения начали появляться на юге Иллинойса, а затем быстро распространялись в северном направлении, вытесняя коренных жителей. Первая конституция штата была принята в 1818 году, последующие — в 1848, 1870 и 1970 годах.
Изначально столица штата находилась в Каскаскии — столице бывшей территории Иллинойс. В 1819 году она была перенесена в Вандалию, где оставалась в течение 18 лет. За это время капитолий штата трижды переносился в различные здания. В 1837 году законодатели, представляющие округ Сангамон, под руководством Авраама Линкольна добились переезда столицы в Спрингфилд.
В 1839 году члены Церкви Иисуса Христа Святых последних дней, последователи которой известны как мормоны, основали поселение, получившее название Наву. Город, расположенный вдоль реки Миссисипи, стремительно вырос до 12 тыс. жителей и даже некоторое время соперничал на звание крупнейшего в Иллинойсе. К началу 1840-х годов церковь, возведённая в Наву, стала одним из самых больших зданий в штате на тот момент. В 1844 году основатель Движения святых последних дней Джозеф Смит младший был убит в окрестностях города Картаж, несмотря на то, что находился под защитой судебной системы Иллинойса, а его безопасность гарантировал лично губернатор Томас Форд. В 1846 году мормоны под руководством Бригама Янга покинули Иллинойс и направились в нынешний штат Юта, который тогда ещё был мексиканской территорией.
Во время гражданской войны более 250 тыс. мужчин из Иллинойса служили в армии Союза, кроме того штат был главным поставщиком зерна и мяса северянам. Начиная с первого призыва от президента Авраама Линкольна и в течение всей войны, штат Иллинойс организовал 150 пехотных полков, которые были пронумерованы от 7 IL до 156 IL. Были собраны 17 кавалерийских полков, а также два лёгких артиллерийских полка.
К 1880 году Иллинойс занимал 4-е место по числу жителей и принял несколько волн европейской иммиграции. В конце XIX и начале XX века штат стал ареной мощного развития профсоюзного, рабочего, забастовочного движений и серьёзных классовых конфликтов.
Иллинойс как ни один другой штат внёс вклад в развитие ядерных технологий. В рамках Манхэттенского проекта в Чикагском университете в 1942 году удалось добиться первых устойчивых ядерных цепных реакций (Чикагская поленница-1). В 1946 году основана Аргоннская национальная лаборатория. К 1960 году возле города Моррис была построена первая атомная электростанция Дрезден-1, финансируемая из частных источников. В 1967 году Фермилаб — национальный ядерный исследовательский центр, запустил ускоритель заряженных частиц, который на протяжении 40 лет был крупнейшим в мире.
В настоящее время продолжается процесс образования крупных фермерских хозяйств, изменение этнического состава крупных городов за счёт меньшинств, укрепляется положение штата как одного из важнейших торгово-финансовых центров страны.

## География и климат
Штат расположен на Центральных равнинах, и 60 % его территории занимают прерии, остальная часть занята холмами. Общая площадь — 149 998 км² (25-е место из 50-и штатов), площадь водной поверхности — 6020 км², большую её часть занимает озеро Мичиган.
Самая высокая точка — Чарльз-Маунд находится на высоте 376 м над уровнем моря. Крупнейший по площади округ — Маклин.
На севере граничит со штатом Висконсин, с северо-востока ограничен озером Мичиган, граничит со штатом Индиана на востоке и юго-востоке, с Кентукки — на юге, c Айовой и Миссури на западе. Южная граница проходит по реке Огайо, западная и юго-западная — по реке Миссисипи. Значительная часть южного участка границы с Индианой проходит по реке Уобаш.
В штате — более 500 рек (крупнейшая — Иллинойс, соединённая судоходным каналом с озером Мичиган) и 950 озёр.
Иллинойс богат полезными ископаемыми, среди которых — уголь, нефть, природный газ, цинк, песчаник.
| Соседние с Иллинойсом штаты и географические объекты | Соседние с Иллинойсом штаты и географические объекты | Соседние с Иллинойсом штаты и географические объекты |
| ---------------------------------------------------- | ---------------------------------------------------- | ---------------------------------------------------- |
| Северо-запад: · Айова                                | Север: · Висконсин                                   | Северо-восток: Озеро Мичиган                         |
| Запад: · Айова · Миссури                             |                                                      | Восток: · Индиана                                    |
| Юго-запад · Миссури                                  | Юг: · Кентукки                                       | Юго-восток: · Кентукки                               |

### Климат
Расстояние между крайними точками на юге и севере штата составляет почти 650 км, за счёт этого климат Иллинойса на различных широтах может заметно отличаться. Большая часть штата находится в зоне влажного континентального климата (обозначение Dfa по классификации климатов Кёппена) с жарким, влажным летом и холодной зимой. Самая южная часть штата, примерно от Карбондейла и южней, находится в зоне влажного субтропического климата (Cfa), характеризующимся более умеренными зимами. Среднегодовая норма осадков варьируется от 1219 мм на юге штата до 889 мм на севере. Самая высокая температура воздуха за всю историю метеонаблюдений была зафиксирована 14 июля 1954 года в Восточном Сент-Луисе, где достигла отметки в 47 °C (117 °F), а самая низкая температура зафиксирована 5 января 1999 года в Конгервилле и достигла отметки в −38 °C (-36 °F).
В среднем в Иллинойсе насчитывается около 50 грозовых дней в году, что несколько выше средних значений по стране. Штат также уязвим для торнадо, которых здесь проходит порядка 35 ежегодно. Несмотря на то, что по своей силе торнадо в Иллинойсе не превосходят торнадо в других штатах из «Аллеи торнадо», смертность от них здесь всегда была значительно выше, что объясняется высокой плотностью его населения. Так, во время одного из сильнейших торнадо в истории США «The Tri-State Tornado», случившегося 18 марта 1925 года, в трёх штатах погибли 695 человек, из них 613 в Иллинойсе. С 1960-х годов современные методы и средства предупреждения и отслеживания штормов позволили резко сократить число жертв.

## Население
Согласно данным Бюро переписи населения США, численность населения штата на 1 июля 2011 года составляла 12 869 257 человек, что на 0,30 % больше по отношению к переписи 2010 года. Иллинойс является самым густонаселённым штатом на Среднем Западе, а 65 % его жителей сосредоточено в Чикагской агломерации, которая занимает лишь 8 % территории штата. Остальная часть населения проживает в небольших городах и сельской местности. На берегу озера Мичиган находится крупнейший город Иллинойса и третий по численности населения в США — Чикаго, где проживают 2 695 598 человек.
По переписи населения 2010 года, 1 759 859 жителей или 13,7 % населения штата родились за пределами страны, из них 47,9 % были родом из Латинской Америки, 26,5 % из Азии, 22,1 % из Европы, 2,5 % из Африки, 0,9 % из Северной Америки и 0,2 % из Океании. Среди жителей иностранного происхождения 43,7 % имели гражданство США. Расовый состав распределился следующим образом: 63,7 % белых, 14,5 % афроамериканцев, 15,8 % выходцев из Латинской Америки, 4,6 % азиатов, 0,3 % американских индейцев и коренных жителей Аляски. 6,9 % от населения были в возрасте до 5 лет, 24,4 % моложе 18 лет и 12,5 % в возрасте 65 лет и старше. Женщины составляли примерно 51,0 % населения Иллинойса.
По происхождению 21,1 % населения имели немецкие корни, 13,3 % — ирландские, 7,9 % — польские, 6,7 % — английские, 6,4 % — итальянские, 2,4 % — шведские, 2,2 % — французские, 1,6 % — голландские, 1,4 % — норвежские и 1,3 % — шотландские. В Иллинойсе проживают 126 227 русских или примерно 0,98 % от общей численности населения.

### Религия
Католики — крупнейшая конфессия штата Иллинойс, на них приходится около 30 % населения. В основном сконцентрированы в Чикаго и его окрестностях. В 2000 году число католиков в Иллинойсе достигало 3 874 933 человек, следом за ними шли последователи крупнейших протестантских деноминаций — Объединённой методистской церкви с числом членов 365 182 человек и Южной баптистской конвенции, включавшей 305 838 членов. Евреи составляли крупнейшую нехристианскую группу, в которой насчитывалось более 270 тыс. человек. Кроме того в Чикагской агломерации быстро растут и другие религиозные группы: индусы, мусульмане, бахаи и сикхи.
Штат сыграл важную роль в становлении Движения святых последних дней: город Наву в начале 1840-х годов был местом сбора мормонов. Здесь же произошёл так называемый Кризис преемника, который привёл к расколу движения и разделению его на секты. Крупнейшей отделившейся от мормонов сектой стала Церковь Иисуса Христа Святых последних дней, число последователей которой в штате сегодня превышает 55 тыс.

### Крупнейшие города
| Десять самых населённых городов штата Иллинойс (по данным переписи населения 2010 года) | Десять самых населённых городов штата Иллинойс (по данным переписи населения 2010 года) | Десять самых населённых городов штата Иллинойс (по данным переписи населения 2010 года) | Десять самых населённых городов штата Иллинойс (по данным переписи населения 2010 года) | Десять самых населённых городов штата Иллинойс (по данным переписи населения 2010 года) |
| Место                                                                                   | Город                                                                                   | Население                                                                               | Прирост                                                                                 | Округ                                                                                   |
| --------------------------------------------------------------------------------------- | --------------------------------------------------------------------------------------- | --------------------------------------------------------------------------------------- | --------------------------------------------------------------------------------------- | --------------------------------------------------------------------------------------- |
| 1                                                                                       | Чикаго                                                                                  | 2 695 598                                                                               | ▼ 6,9 %                                                                                 | Ду-Пейдж, Кук                                                                           |
| 2                                                                                       | Орора                                                                                   | 197 899                                                                                 | ▲ 38,4 %                                                                                | Ду-Пейдж, Кейн, Кендалл, Уилл                                                           |
| 3                                                                                       | Рокфорд                                                                                 | 152 871                                                                                 | ▲ 1,8 %                                                                                 | Уиннебейго                                                                              |
| 4                                                                                       | Джолиет                                                                                 | 147 433                                                                                 | ▲ 38,8 %                                                                                | Ду-Пейдж, Уилл                                                                          |
| 5                                                                                       | Нейпервилл                                                                              | 141 853                                                                                 | ▲ 10,5 %                                                                                | Ду-Пейдж, Уилл                                                                          |
| 6                                                                                       | Спрингфилд                                                                              | 117 352                                                                                 | ▲ 4,3 %                                                                                 | Сангамон                                                                                |
| 7                                                                                       | Пеория                                                                                  | 115 007                                                                                 | ▲ 1,8 %                                                                                 | Пеория                                                                                  |
| 8                                                                                       | Элджин                                                                                  | 108 188                                                                                 | ▲ 14,5 %                                                                                | Кейн, Кук                                                                               |
| 9                                                                                       | Уокиган                                                                                 | 89 078                                                                                  | ▲ 1,3 %                                                                                 | Лейк                                                                                    |
| 10                                                                                      | Сисеро                                                                                  | 85 616                                                                                  | ▼ 2,0 %                                                                                 | Кук                                                                                     |

## Экономика
По состоянию на август 2011 года ВВП штата Иллинойс составляет $ 654,4 млрд. — 5-е место в США, что сопоставимо с ВВП такой страны, как Нидерланды.
Уровень безработицы в феврале 2012 года составлял 9,1 %, годом ранее он был равен 9,3 %.
В Иллинойсе подоходный налог рассчитывается путём умножения чистой прибыли на фиксированную ставку. С 1990 года процентная ставка была установлена на уровне 3 %, однако в 2010 году Генеральная ассамблея проголосовала за временное увеличение до 5 %. Новый законопроект вступил в силу 1 января 2011 года, и по истечении четырёх лет планируется снижение до прежнего уровня. Для налога с продаж в штате действуют две ставки: на медикаменты, медицинское оборудование и полезные высококачественные пищевые товары — 1 %, на остальную продукцию — 6,25 %. Основным источником налоговых поступлений служит налог на имущество, который накладывается только на недвижимость.
Промышленность с основным центром в районе Чикаго уже с начала XX века позволяет штату занимать одно из первых мест по индустриальному развитию в стране; среди лидирующих ныне отраслей — переработка нефти, машиностроение, пищевая промышленность, производство электрооборудования, химическая промышленность.
Исторически важнейшую роль выполняла обрабатывающая промышленность — переработка мяса, обработка древесины, пищевая. Развиты крупные фермерские хозяйства (кукуруза, соя, пшеница, скотоводство, свиноводство); с конца XIX века штат является зачинателем многих нововведений в сельском хозяйстве. Во внутренних водоёмах развито рыболовство (карп, зубатка и др.). Кроме того заметное место в экономике занимают туризм и сфера услуг.
Иллинойс — ведущий многоотраслевой транспортный центр страны. В Чикаго находится один из крупнейших в мире аэропортов. Также крупнейший город штата является важнейшим железнодорожным узлом в США.

### Угольная промышленность
Угольная промышленность Иллинойса берёт своё начало с середины XIX века, когда предприниматели штата обнаружили залежи угля в округе Сангамон. Значительный вклад в развитие угольной отрасли внёс Джейкоб Банн, основавший угледобывающую компанию Western Coal & Mining Company. Около 68 % штата занимают угольные пласты Пенсильванской подсистемы каменноугольного периода. По данным Государственной геологической службы штата Иллинойс запасы каменного угля оцениваются в 211 млрд тонн, что по теплотворной способности выше, чем запасы всех нефтяных месторождений Аравийского полуострова. Из-за высокого содержания серы в угле, после его сжигания могут выпадать осадки в виде кислотных дождей, для их предотвращения используется специальное оборудование, уменьшающее выбросы диоксида серы SO2. Тем не менее многие электростанции штата таким оборудованием не обеспечены. В 1999 году в Иллинойсе объёмы производства угля составляли 40,4 млн тонн, из них 17 млн тонн (42 %) потреблялись в самом штате, остальное шло на экспорт внутри страны.

### Нефтяная промышленность
Иллинойс является ведущим переработчиком нефти на Среднем Западе, ежесуточно перегоняя через свои НПЗ более 900 тыс. баррелей (140 тыс. м³) сырой нефти. Однако разведанные запасы в штате составляют менее 1 % запасов лёгкой нефти в США. В 2009 году этот показатель находились на отметке 66 млн баррелей или 0,3 %. По уровню добычи нефти Иллинойс занимает 14-е место (около 28 тыс. баррелей в сутки). Сырьём для отопления зданий на 81 % служит природный газ.

### Ядерная энергетика
Эта отрасль энергетики фактически и зародилась в штате Иллинойс, так как именно здесь был построен первый ядерный реактор под названием Чикагская поленница-1, находящийся на кампусе Чикагского университета. Сегодня в штате работают шесть атомных электростанций. На каждой из них имеются два действующих реактора, за исключением АЭС «Клинтон», где работает один энергоблок. А также три ядерных реактора уже выведены из эксплуатации: Дрезден-1, Зион-1 и Зион-2. По состоянию на 2008 года Иллинойс занимал первое место среди 50-и штатов США по ядерному потенциалу, а доля атомной энергии составляла 47,7 %.

### Крупнейшие компании
По состоянию на 2013 год в штате базировались следующие крупнейшие компании (активы, млрд долл.):
- Allstate (Нортбрук[англ.]) — 126,9
- Northern Trust (Чикаго) — 97,5
- Caterpillar (Пеория) — 89,4
- Boeing (Чикаго) — 88,9
- Exelon (Чикаго) — 78,6
- Mondelēz International (Дирфилд[англ.]) — 75,5
- Discover Financial Services (Ривервудс[англ.]) — 75,3
- Abbott Laboratories (Эбботт-Парк) — 67,2
- Deere & Company (Молин) — 55,2
- Archer Daniels Midland (Декейтер) — 45,1
- CME Group (Чикаго) — 38,9
- United Continental Holdings (Чикаго) — 37,6
- Walgreens (Дирфилд) — 35,6
- McDonald’s (Ок-Брук[англ.]) — 35,4
- General Growth Properties (Чикаго) — 27,3
- AbbVie (Норт-Чикаго[англ.]) — 27,0
- Kraft Foods (Нортфилд[англ.]) — 23,3
- Baxter International (Дирфилд) — 20,4

## Политика
Штат всегда оказывал большое влияние на политическую жизнь США в целом. Если в XIX веке здесь преобладало влияние республиканцев, то в XX веке важную роль в политике играют обе политические партии. Иллинойс долгое время сохранял баланс между республиканцами и демократами, лишь чуть отклоняясь в ту или иную сторону. После президентских выборов 2004 года перевес был на стороне Демократической партии, в основном за счёт Чикаго. Крупнейший город штата и большая часть округа Кук традиционно голосуют за демократов, чикагский пригород же давно представляет собой оплот республиканцев.

### Президенты США от штата
Три президента США выбрали штат Иллинойс в качестве своей политической базы: Авраам Линкольн, Улисс Грант и Барак Обама. Линкольн родился в Кентукки, однако в возрасте 21 года переехал в Иллинойс, до избрания президентом представлял седьмой избирательный округ в Палате представителей. Улисс Грант родился в штате Огайо и сделал блестящую военную карьеру, ближе к среднему возрасту он переехал в Иллинойс и, будучи кандидатом на пост президента, называл его своим домом. Барак Обама родился и вырос на Гавайях, а после окончания юридической школы перебрался в Иллинойс.
Лишь один президент США был уроженцем штата — Рональд Рейган. Он родился в деревне Тампико, а вырос в городе Диксон. Позже Рейган переехал в Лос-Анджелес, был губернатором Калифорнии до избрания президентом.
Барак Обама ранее занимал пост Сенатора США от штата Иллинойс. В 2008 году он избран 44-м и первым афроамериканским президентом США, а конгрессмен Рам Эмануэль назначен главой его администрации. Примечательно, что после принятия Конституции США в 1787 году, за всё время лишь шестеро членов Сената США были афроамериканцами, и трое из них представляли штат Иллинойс.

## Культура

### Кухня
Кухня Иллинойса не имеет значительных отличий от американской кухни Среднего Запада, влияние на которую в большей степени оказала итальянская кухня. Тем не менее ряд блюд свойственен именно для этого штата.
Многие популярные ныне рецепты появились в ресторанах Чикаго, одними из таких стали Креветки Де Йонге и Курочка Везувий. Креветки Де Йонге представляют собой запеканку из очищенных креветок, залитых чесночным соусом и посыпанных панировочными сухарями на основе хересных дрожжей, подаётся в качестве основного блюда или закуски. Его рецепт появился в конце XIX — начале XX веков в ресторане «DeJonghe», принадлежавшем бельгийским иммигрантам, братьям Йонге, приехавшим работать на Всемирной выставке. Итальяно-американское блюдо Курица Везувио готовится из куриного мяса на кости с добавлением ломтиков жареного картофеля, курица обжаривается с чесноком, орегано, белым вином и оливковым маслом, а затем запекается до хрустящей корочки, готовое блюдо посыпается зелёным горошком. Предположительно этот рецепт появился в популярном в 1930-е годы ресторане «Vesuvio Restaurant», расположенным в центре Чикаго на улице Уэкер-Драйв.
Во время массовых мероприятий в многих городах штата традиционно готовят бургу – мясное рагу или стью.
Популярны в Иллинойсе рецепты пиццы и хот-догов в чикагском стиле. Основу чикагского хот-дога составляет говяжья сосиска, уложенная в булочку с маком и заправленная начинкой из жёлтой горчицы, нарезанного белого лука, зелёного маринованного соуса, стебельков укропа, ломтиков помидора и солёного огурца, маринованного перца чили и мелко нарезанного сельдерея. Чикагская пицца, как правило, готовится в глубокой посуде, имеет корочку по кругу до 5-7 см и по своей толщине больше напоминает пирог, заправляется большим количеством сыра и томатного соуса, в некоторых вариациях фаршируется сыром.
Ещё одним распространённым в Иллинойсе блюдом является Итальянский биф, представляющий собой сэндвич с начинкой из политых соусом ломтиков ростбифа, зелёного перца и итальянских пикулей. Кроме того, пуэрто-риканским сообществом штата придуман собственный рецепт сэндвича, названного Хибарито, в нём вместо хлебной булочки используются жареные зелёные бананы, приправленные чесноком и майонезом, а начинка включает мясо, сыр, салат и помидоры.